# Eupithecia cestatoides
Eupithecia cestatoides là một loài bướm đêm trong họ Geometridae.